# Elbridge Gerry (Politiker, 1813)
Elbridge Gerry (* 6. Dezember 1813 in Waterford, Oxford County, Massachusetts; † 10. April 1886 in Portland, Maine) war ein US-amerikanischer Politiker. Zwischen 1849 und 1851 vertrat er den Bundesstaat Maine im US-Repräsentantenhaus.

## Werdegang
Elbridge Gerry war ein Enkel von Elbridge Gerry (1744–1814), der eine wichtige Rolle in der frühen Geschichte der Vereinigten Staaten und des Staates Massachusetts spielte. Der Großvater war Kongressabgeordneter und Gouverneur von Massachusetts sowie von 1813 bis zu seinem Tod im Jahr 1814 Vizepräsident der Vereinigten Staaten unter Präsident James Madison gewesen. Nach ihm wurde die Praxis des Gerrymandering benannt.
Der jüngere Gerry besuchte die Brighton Academy. Nach einem anschließenden Jurastudium und seiner im Jahr 1839 erfolgten Zulassung als Rechtsanwalt begann er in Waterford in seinem neuen Beruf zu praktizieren. Im Jahr 1840 wurde er bei der Verwaltung des Repräsentantenhauses von Maine angestellt. 1841 wurde er staatlicher Konkursverwalter. Zwischen 1842 und 1845 war Gerry Bezirksstaatsanwalt im Oxford County. 1846 wurde er selbst in das Repräsentantenhaus des Staates gewählt.
Politisch war Gerry Mitglied der Demokratischen Partei. 1848 wurde er im ersten Wahlbezirk von Maine in das US-Repräsentantenhaus in Washington, D.C. gewählt. Dort trat er am 4. März 1849 die Nachfolge von David Hammons an. Da er im Jahr 1850 auf eine erneute Kandidatur verzichtete, konnte er bis zum 3. März 1851 nur eine Legislaturperiode im Kongress absolvieren. Nach dem Ende seiner Zeit im US-Repräsentantenhaus zog Gerry nach Portland in Maine, wo er als Anwalt arbeitete. Politisch ist er nicht mehr in Erscheinung getreten.